# Rogersville, Tennessee
Rogersville är administrativ huvudort i Hawkins County i Tennessee. Orten har fått sitt namn efter grundaren Joseph Rogers. Vid 2010 års folkräkning hade Rogersville 4 420 invånare.

## Kända personer från Rogersville
- John Netherland Heiskell, politiker och publicist